# Eilandspolder
De Eilandspolder is een laagveen-achtig natuurgebied in Noord-Holland in de gemeente Alkmaar.

## Ligging en omgeving
De Eilandspolder ligt in het midden van Noord-Holland, ingeklemd tussen de droogmakerijen Beemster en Schermer, samen met de Mijzenpolder op het voormalige Schermereiland. Dorpen in dit gebied zijn Graft, de Rijp, Oost- en Westgraftdijk, Noordeinde, Grootschermer, Driehuizen en Schermerhorn. Naar het zuiden toe sluit het bijna aan bij het Wormer- en Jisperveld, een gebied met vergelijkbaar karakter. Naar het noorden ligt de polder Mijzen, een min of meer vergelijkbaar gebied dat nog vooral agrarisch in gebruik is.

## Geschiedenis
De Eilandspolder is een uitermate waterrijk gebied dat in de 13e eeuw werd bedijkt. Tot de 17e eeuw lag het te midden van een aantal zeer grote meren, met name de Schermer en de Beemster, en niet ver van de zee. Merkwaardig is hoe hoog de polder ligt ten opzichte van de droogmakerijen Schermer en Beemster. Van oorsprong is het een licht zilt laagveengebied. Tot voor kort was de Eilandspolder nog grotendeels vaarland, dat wil zeggen dat de graslandpercelen alleen over water te bereiken waren.

## Natuur
De gehele eilandspolder is open en weids van karakter en is in de eerste plaats een weidegebied, zeer rijk aan weidevogels, zoals wulp en grutto. Ook watervogels (smient, plevieren) en vogels van rietlanden (rietzanger) zijn talrijk. Er komen ook natuurlijke meertjes, brede watergangen en veel verlandingsvegetaties voor. Het gebied is ook van belang voor de noordse woelmuis.
In het westelijke gebied, deels in eigendom van Landschap Noord-Holland, wordt het vaarland afgewisseld met kleinschalige droogmakerijen zoals de Graftmeerpolder en de Noordeindermeerpolder. Het gebied is betrekkelijk grootschalig en open van karakter, vergeleken met het oosten, en wordt nog in sterke mate voor de landbouw gebruikt. De oostelijke Eilandspolder is vrijwel geheel in eigendom van het Staatsbosbeheer, dat het als vogelgebied beheert. Het heeft een meer moerassig, begroeid, (soms zelfs beschut) karakter met veel kleinere vaartjes, maar ook brede hoofdwatergangen.

## Bescherming
Van dit gebied is ca 350 ha in eigendom en beheer bij Landschap Noord-Holland en ca. 700 ha bij het Staatsbosbeheer. Het door Europa beschermde Natura 2000-gebied meet 1416 ha.

## Recreatie
Over de dijken rondom en door het gebied liggen fiets- en wandelpaden, zoals een over de ringdijk van de Schermer. Daar staat ook een vogelkijkhut.
Op verschillende plaatsen zijn fietsen, kano's, fluisterboten en roeiboten te huur. Veruit het meeste gebied in het 'binnenland' is vrij toegankelijk over water of ijs, maar aanmeren is slechts op enkele plekken toegestaan. Wel hebben de cafés vaak een eigen steigertje. Bij Graft ligt een 'laarzenpad' met een uitkijkpunt en een paddenpoel. In strenge winters als er voldoende ijs ligt wordt de Eilandspoldertocht georganiseerd door de samenwerkende ijsclubs. Verder is de Eilandspolder in trek bij sportvissers.

## Meer informatie
- Natura 2000 Gebiedendatabase ministerie van LNV

Aamsveen (gebiedsnummer 55)
· Abdij Lilbosch & voormalig Klooster Mariahoop (151)
· Abtskolk & De Putten (162)
· Achter de Voort, Agelerbroek & Voltherbroek (47)
· Arkemheen (56) 
· Bakkeveense Duinen (17)
· Bargerveen (33)
· Bekendelle (63)
· Bemelerberg & Schiepersberg (156)
· Bergvennen & Brecklenkampse Veld (46)
· Biesbosch (112)
· Binnenveld (voorheen Bennekomse Meent) (65)
· Boddenbroek (52)
· Het Bossche Broek (132)
· Boetelerveld (41)
· Boezems Kinderdijk (106)
· Borkeld (44)
· Boschhuizerbergen (144)
· Botshol (83)
· Brabantse Wal (128)
· Broekvelden, Vettenbroek & Polder Stein (104)
· Bruine Bank (168)
· Brunssummerheide (155)
· Bunder- en Elslooërbos (153)
· Buurserzand & Haaksbergerveen (53)
· Canisvlietse Kreek (125)
· Coepelduynen (96)
· De Bruuk (69)
· Deelen (14)
· De Alde Feanen (13)
· De Wilck (102)
· Deurnsche Peel & Mariapeel (139) 
· Dinkelland (49)
· Doggersbank (164)
· Donkse Laagten (107)
· Drents-Friese Wold & Leggelderveld (27)
· Drentsche Aa-gebied (25)
· Drouwenerzand (26)
· Duinen Ameland (5) 
· Duinen Den Helder-Callantsoog (84)
· Duinen en Lage Land Texel (2) 
· Duinen Goeree & Kwade Hoek (101) 
· Duinen Schiermonnikoog (6) 
· Duinen Terschelling (4) 
· Duinen Vlieland (3) 
· Dwingelderveld (30)
· Eemmeer & Gooimeer Zuidoever (77)
· Eilandspolder (89)
· Elperstroomgebied (28)
· Engbertsdijksvenen (40) 
· Fochteloërveen (23)
· Friese Front (166)
· Gelderse Poort (67)
· Geleenbeekdal (154)
· Geuldal (157)
· Grensmaas (152)
· Grevelingen (115)
· Groot Zandbrink (80)
· Groote Gat (124)
· Groote Peel (140) 
· Groote Wielen (9)
· Haringvliet (109)
· Holtingerveld (29)
· Hollands Diep (111)
· IJsselmeer (72)
· Ilperveld, Varkensland, Oostzanerveld & Twiske (92)
· Kampina & Oisterwijkse Vennen (133)
· Kempenland-West (135)
· Kennemerland-Zuid (88)
· Ketelmeer & Vossemeer (75)
· Klaverbank (165)
· Kolland en Overlangbroek (81)
· Kop van Schouwen (116)
· Korenburgerveen (61)
· Krammer-Volkerak (114)
· Kunderberg (158)
· Landgoederen Brummen (58)
· Landgoederen Oldenzaal (50)
· Langstraat (130)
· Lauwersmeer (8)
· Leekstermeergebied (19)
· Leenderbos, Groote Heide & De Plateaux (136)
· Lemselermaten (48)
· Lepelaarplassen (79)
· Leudal (147)
· Liefstinghsbroek (21)
· Lingegebied en Diefdijk Zuid (70)
· Loevestein, Pompveld & Kornsche Boezem (71)
· Lonnekermeer (51)
· Leemkuilen (131)
· Loonse en Drunense Duinen (131)
· Maasduinen (145)
· Maas bij Eijsden (167)
· Manteling van Walcheren (117)
· Mantingerbos (31)
· Mantingerzand (32)
· Markermeer & IJmeer (73)
· Markiezaat (127)
· Meijendel & Berkheide (97)
· Moerputten (132)
· Meinweg (149)
· Naardermeer (94)
· Nieuwkoopse Plassen & De Haeck (103)
· Noorbeemden & Hoogbos (161)
· Noordhollands Duinreservaat (87)
· Noordzeekustzone (7) 
· Norgerholt (22)
· Oeffelter Meent (141)
· Olde Maten & Veerslootslanden (37)
· Oostelijke Vechtplassen (95)
· Oosterschelde (118)
· Oostvaardersplassen (78)
· Oude Maas (108)
· Oudegaasterbrekken, Fluessen en omgeving (10)
· Oudeland van Strijen (110)
· Polder Westzaan (91)
· Polder Zeevang (93)
· Regte Heide & Riels Laag (134)
· Roerdal (150)
· Rottige Meenthe & Brandemeer (18)
· Sallandse Heuvelrug (42)
· Sarsven en De Banen (146)
· Savelsbos (160)
· Schoorlse Duinen (86)
· Sint-Jansberg (142)
· Sint Pietersberg & Jekerdal (159)
· Sneekermeergebied (12)
· Solleveld & Kapittelduinen (99)
· Springendal & Dal van de Mosbeek (45)
· Stelkampsveld (60)
· Strabrechtse Heide & Beuven (137)
· Swalmdal (148)
· Teeselinkven (59)
· Uiterwaarden IJssel (38)
· Uiterwaarden Lek (82)
· Uiterwaarden Neder-Rijn (66)
· Uiterwaarden Waal (68)
· Uiterwaarden Zwarte Water en Vecht (36)
· Ulvenhoutse Bos (129)
· Van Oordt's Mersken (15)
· Vecht- en Beneden-Reggegebied (39)
· Veerse Meer (119)
· Veluwe (57)
· Veluwerandmeren (76)
· Vlakte van de Raan 163)
· Vlijmens Ven (132)
· Vogelkreek (126)
· Voordelta (113) 
· Voornes Duin (100) 
· Waddenzee (1) 
· Weerribben (34)
· Weerter- en Budelerbergen & Ringselven (138)
· Westduinpark & Wapendal (98)
· Westerschelde & Saeftinghe (122)
· Wieden (35)
· Wierdense Veld (43)
· Wijnjeterper Schar (16)
· Willinks Weust (62)
· Witte en Zwarte Brekken (11)
· Witte Veen (54)
· Witterveld (24) 
· Wooldse Veen (64)
· Wormer- en Jisperveld & Kalverpolder (90)
· Yerseke en Kapelse Moer (121)
· Zeldersche Driessen (143)
· Zoommeer (120)
· Zouweboezem (105)
· Zuidlaardermeergebied (20)
· Zwanenwater & Pettemerduinen (85)
· Zwarte Meer (74)
· Zwin & Kievittepolder (123)